# Khyber Rifles

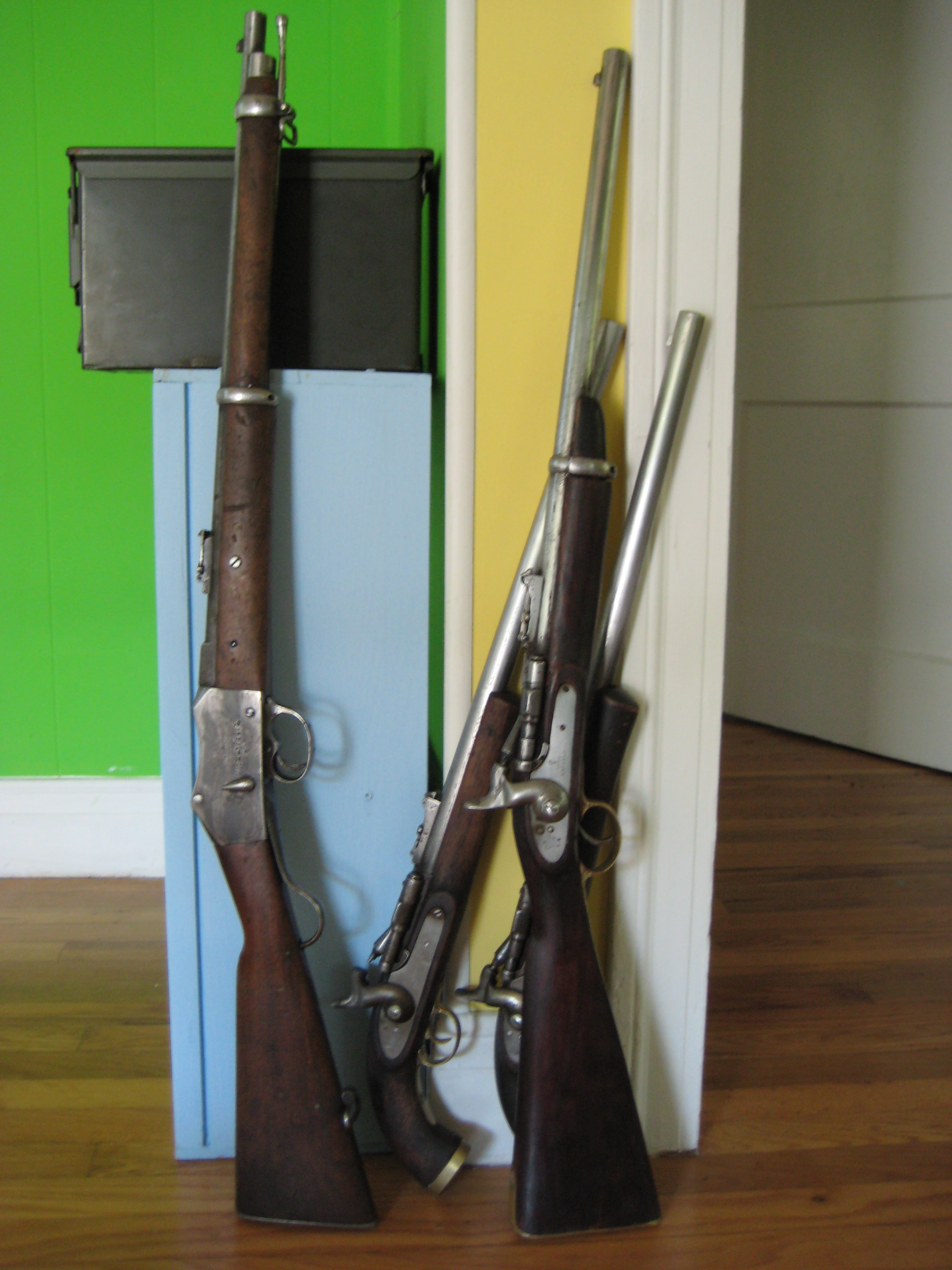
Historische Waffen der Khyber Rifles: Martini- und Snider-Karabiner und Snider-Pistole.

Die Khyber Rifles, deutsch Chaiber-Infanterie, ist ein paramilitärischer Verband, der heute einen Teil der modernen Streitkräfte Pakistans zum Schutz der nationalen Grenzen bildet. Seit dem späten 19. Jahrhundert wird das Regiment nach einer Novelle auch King of the Khyber Rifles bezeichnet.

## Geschichte

### Erste Kommandanten
In der Periode des British Raj waren die Khyber Rifles eine von acht Grenztruppen bzw. paramilitärischen Verbänden, die sich aus Mitgliedern der Volksstämme an der Nordwestgrenze Pakistans rekrutierten und der British Indian Army als Hilfstruppen dienten. In den frühen 1880er Jahren rekrutierten sich die Khyber Rifles aus Männern der Afridi, einem Pashtunen-Stamm. Die Khyber Rifles wurden von britischen Kommandeuren der regulären Indischen Regimenter geführt. Untergeordnete Offiziere waren vom Stamm der Afridi. Der erste Kommandant der Khyber Rifles war Sir Robert Warburton, Sohn des englisch-irischen Soldaten Robert Warburton der Bengal-Artillerie und seiner Frau Shah Jehan Begum, einer afghanischen Prinzessin. Sir Robert Warburton war Kommandant bis zu seiner Entlassung. Sein Stellvertreter, Nawab Sir Aslam Khan Saddozai, war der erste muslimische Kommandant nach ihm.

### Hauptquartier
Das Hauptquartier der Khyber Rifles liegt in Landi Kotal. Seine wichtigste Aufgabe war der Schutz des Khyberpasses. Die drei Hauptgarnisonsorte des Regiments lagen in Landi Kotal, am westlichen Ende des Passes, Fort Maude im Osten und Ali Masjid im Zentrum des Khyberpasses.

### Abzeichen und Uniform
Das Abzeichen der Khyber Rifles zeigt zwei gekreuzte Dolche mit den Schriftzügen KHYBER oben und RIFLES darunter. Während die Indische Armee seit 1914 für ihre farbige und aufwändige Uniform bekannt ist, trugen die Grenztruppen ausschließlich khakifarbene Uniformen und Turbane.

### Auseinandersetzungen im 19.Jahrhundert
Das Regiment war an den so genannten Black-Mountain-Expeditionen von 1888 bis 1891 beteiligt, in einer Periode als der Kyberpass keinen Anlass für Konflikte gab. Im August 1897 während des Afridi-Aufstands – als die drei Forts der Kyber Rifles fielen –, mussten sie sich bis nach Jamrud zurückziehen. Es dauerte vier Monate und es waren 40.000 Soldaten erforderlich um den Khyberpass und die Garnisonen von Landi Kotal, Fort Maude und Ali Masjid zurückzuerobern.

### Auflösung und Wiederherstellung
Während des Dritten Anglo-Afghanischen Krieges im Jahre 1919 sank die Loyalität der Khyber Rifles und es kam zur Fahnenflucht zahlreicher Angehöriger. Das Regiment wurde als unzuverlässig eingestuft und aufgelöst, 1.180 Männer wurden entlassen. Einige wenige wurden in ein Bataillon der Militärpolizei übernommen oder in ein neu aufgestelltes Khyber Levy Corps eingegliedert.
Die Khyber Rifles wurden nach dem Ende des Zweiten Weltkriegs im Jahre 1946 von Veteranen der Afridi, mit dem Hauptquartier in Landi Kotal, wieder aufgebaut. Der Kommandeur des neuen Regiments Sharif Khan war selbst ein Afridi.

## Moderne Khyber Rifles
Im August 1947 wurden die Khyber Rifles und andere Grenztruppen in die Pakistanische Armee eingegliedert. Neben ihren traditionellen polizeilichen Aufgaben in den Stammesgebieten der Region von Khyber, lösten die Khyber Rifles Grenztruppen in Kaschmir und im Osten Pakistans ab. Heute sind die Khyber Rifles vor allem mit der Bewältigung der Probleme befasst, die die Flüchtlinge und Terroristen aus Afghanistan verursachen.

## Khyber Rifles im Jahre 2009
Das moderne Regiment der Khyber Rifles hat fünf sogenannte „Wings“ (Geschwader), davon hat jeder die Stärke eines Infanterie-Bataillons. Stationiert ist das 1. und 4. Wing an der westlichen Grenze, das 2. Wing im Distrikt Swat, das 3. Wing bei Jamrud und das 5. Wing in Bajur.
Der Kommandant ist derzeit der Oberst Furqan Ullah Khan Tareen.